# Інсбрук-Ланд
Бецирк Інсбрук-Ланд (нім. Bezirk Innsbruck-Land ) — округ Австрійської федеральної землі Тіроль.

## Адміністративний поділ
Округ поділено на 63 громад:
- Абзам (6,735)
- Альдранс (2,229)
- Ампасс (1,674)
- Аксамс (5,589)
- Баумкірхен (1,151)
- Біргіц (1,324)
- Елльбеген (1,072)
- Флаурлінг (1,208)
- Фритценс (2,041)
- Фульпмес (4,202)
- Гнаденвальд (729)
- Гетценс (3,935)
- Гріс-ам-Бреннер (1,287)
- Гріс-ім-Зелльрайн (581)
- Грінценс (1,342)
- Гшніц (427)
- Галль-ін-Тіроль (12,895)
- Гаттінг (1,232)
- Інцінг (3,524)
- Кематен-ін-Тіроль (2,557)
- Кользасс (1,550)
- Кользассберг (748)
- Ланс (926)
- Лойташ (2,220)
- Матрай-ам-Бреннер (3,500)
- Мідерс (1,756)
- Мільс (4,117)
- Муттерс (1,990)
- Наттерс (1,846)
- Навіс (1,951)
- Нойштіфт-ім-Штубайталь (4,580)
- Обергофен-ім-Іннталь (1,692)
- Обернберг-ам-Бреннер (361)
- Оберперфусс (2,843)
- Пач (1,011)
- Петтнау (912)
- Пфаффенгофен (1,090)
- Поллінг-ін-Тіроль (965)
- Рангген (983)
- Райт-бай-Зефельд (1,231)
- Рінн (1,676)
- Рум (8,876)
- Санкт-Зігмунд-ім-Зелльрайн (170)
- Шарніц (1,328)
- Шмірн (875)
- Шенберг-ім-Штубайталь (1,013)
- Зефельд-ін-Тіроль (3,241)
- Зелльрайн (1,348)
- Зіштранс (2,115)
- Штайнах-ам-Бреннер (3,361)
- Тельфес-ім-Штубай (1,488)
- Тельфс (14,736)
- Таур (3,791)
- Тринс (1,277)
- Тульфес (1,411)
- Унтерперфусс (196)
- Фальс (563)
- Фольдерс (4,328)
- Фельс (6,502)
- Ваттенберг (715)
- Ваттенс (7,689)
- Вільдермімінг (871)
- Цірль (7,770)

## Демографія
Населення округу за роками за даними статистичного бюро Австрії

## Виноски
1. ↑  Statistik Austria. Архів оригіналу за 2 травня 2015. Процитовано 25 червня 2013.

| Австрія | Це незавершена стаття з географії Австрії. Ви можете допомогти проєкту, виправивши або дописавши її. |